# هیتور ویلالوبس

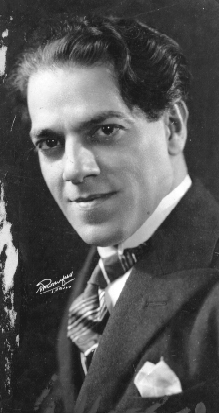
هیطور ويلا-لوبُس

هیطور ویلا-لوبُس (Heitor Villa-Lobos) آهنگساز برزیلی در ۵ مارس ۱۸۸۷ در ریو دوژانیرو به دنیا آمد و در ۱۷ نوامبر ۱۹۵۹ در همان شهر درگذشت. او در حیات حرفه ای خود همواره تأکید کرد: من برای آموختن موسیقی نیامده ام بلکه به صحنه آمدم تا چه عناصری در آثارم به کمال برسانم !

## برخی از آثار
- اپرای ماگدالنا
- اپرای یرما
- ۲ کنسرتو ویلنسل
- کنسرتو هارپ
- کنسرتو گیتار
- کنسرتو هارمونیکا
- ۱۲ سمفونی
- ششنوازی صوفیانه (Saxtour Mystique)

برای فلوت، ابوا، ساکسفون، هارپ، چلستا و گیتار
- دونوازی برای ابوا و باسون
- چهار نوازی برای سازهای بادی
- ۱۷ چهارنوازی برای سازهای زهی
- ۱۸ موسیقی فیلم

## نگارخانه

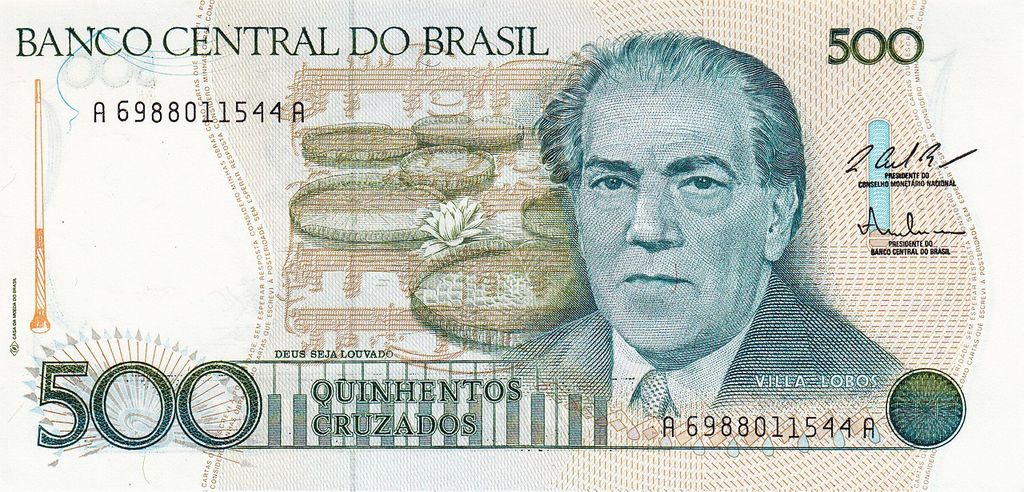
Villa-Lobos on a 1987 500 Brazilian cruzados banknote

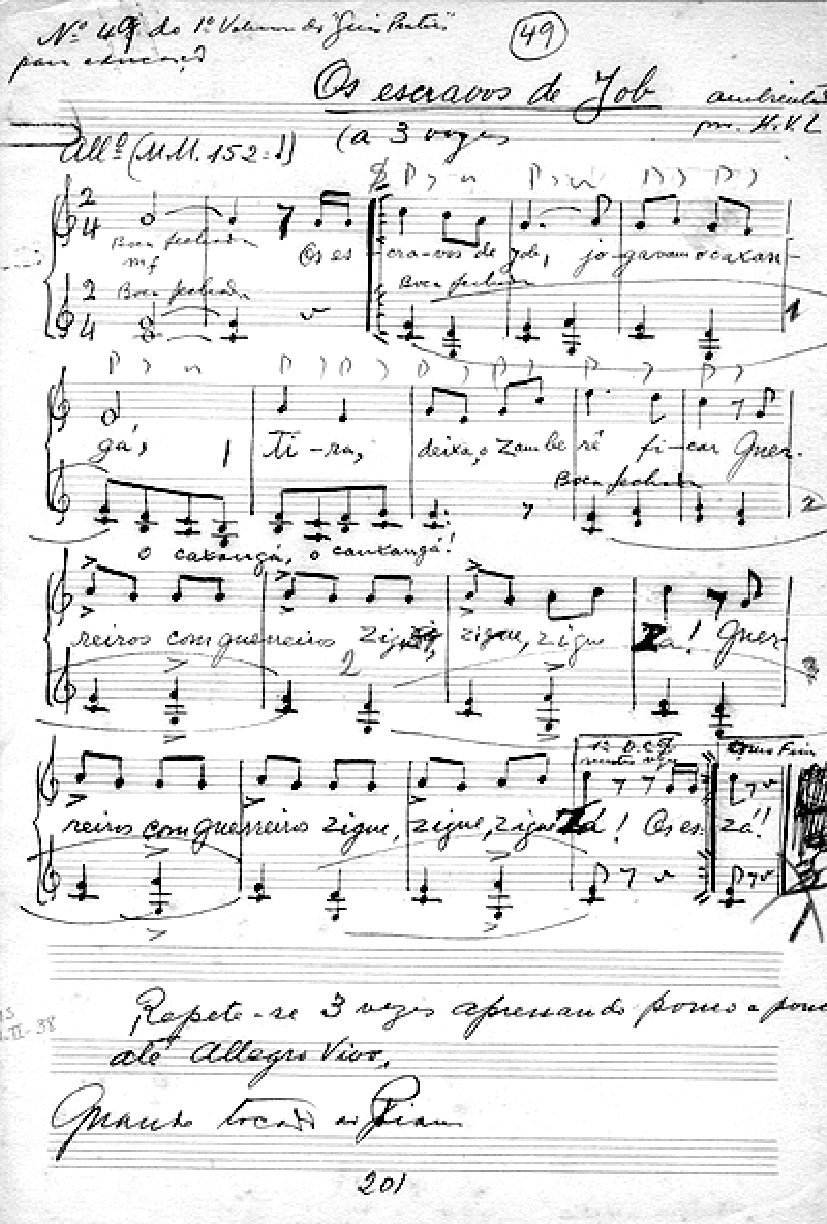
Facsimile of Villa-Lobos's "Escravos de Jó" (Slaves of Job)

[]

## شنیدن آثار
- deezer
- youtube